# Mathis Künzler
Pour les articles homonymes, voir Künzler.
Mathis Künzler (né le 13 juin 1978 à Bâle, Suisse) est un acteur de théâtre et de télévision suisse.

## Études
Enfant, il commence à jouer des pièces de théâtre au Kindertheater de Bâle. Après ses études secondaires, il fait un apprentissage de serrurier-métallier de 1995 à 1999. Il est également professeur diplômé de snowboard.
De 2001 à 2004, il étudie à la Hochschule für Musik und Theater (Haute école de musique et théâtre) de Zurich. Pendant ses études, il travaille au Jungen Theater de Bâle, au Theater an der Sihl à Zurich.

## Théâtre
- Début 2007, Mathis Künzler joue le rôle du Balzli et du Wassilissa dans la pièce Quatemberkinder d'après le roman de Tim Krohn dans une mise en scène de Jonas Knecht et Anja Horst qui fut présentée à la Grabenhalle de Saint-Gall et au théâtre de la Sihl à Zurich. En mars de la même année, il joue dans Dinosaurs forever d'après une idée de "gerber und luz theaterproduktionen" sous la direction de Heike Marianne Götze qui se joue à la Rote Fabrik de Zurich.
- Mars 2010 : Mathis Künzler joue dans Vrenelis Gärtli, d'après le roman de Tim Krohn. Mise en scène de Jonas Knecht. Spectacle joué à la Rote Fabrik de Zurich.

## Filmographie

### Cinéma
- 2005 : Snow White de Samir
- 2008 : Absolut Züri de Lucas Gespenst
- 2009 : Robber Girls (Räuberinnen) de Carla Lia Monti : Frida, le prostitué travesti
- 2011 : Nachtexpress de Alex E. Kleinberger : Renzo
- 2018 : le réformateur : Kori Kaiser

- 2020 : Jagdzeit (Open Season) : Thorsten Wolf

### Télévision
- Ein Herz für Kinder (2006) ; Réalisateur Utz Weber
- Le Destin de Lisa (2005-2006) : David Seidel
- RIS version allemande (2007) : reprise le 15/11/07 sur SAT1
- Geld Macht Liebe zurück : juillet 2009 sur ARD